# Гибриды верблюдов
Гибриды верблюдов получаются скрещиванием одногорбого верблюда и двугорбого верблюда.

## История
Первые свидетельства гибридизации верблюдов относятся ко II в. н. э. — это каменные изображения гибридных верблюдов на притолоке храма богини Аллат в древнем городе Хатра, Ирак.

## Описание гибридов
Нар, инер — гибрид первого поколения одногорбого и двугорбого верблюдов.
Нар имеет на спине два невысоких и слитых воедино горба, выносливое и сильное животное соединяет достоинства родителей.
Нар может иметь потомство, но во втором поколении могут быть малоценные особи (происходит Менделевское расщепление).
От скрещивания самки нара с бактрианом рождается коспак, с дромедаром — кохерт.
Нар — гибриды верблюдов первого поколения, казахский метод скрещивания. При скрещивании маток казахского бактриана с производителями туркменского дромедара породы Арвана получают гибридов нар-мая (самки) и наров (самцы). По данным профессора Асылбека Баймуканова, гетерозис у гибридов первого поколения наров проявляется в более крупном и мощном телосложении, повышенной плодовитости, жизнеспособности и приспособленности к условиям существования. Гетерозис у наров обусловлен полигенными факторами: действие доминантных генов сочетается со сверхдоминированием, то есть увеличением гетерозиготности и биохимическим обогащением гибридов. Гибриды первого поколения внешне похожи на дромедаров — одногорбые, но горб большей растянутости спереди назад. Форма головы, шеи и оброслости гибрида сходна с формой бактриана. Наследование молочной и шерстной продуктивности промежуточное. По массивности, рабочим качествам и выносливости гибриды превышают исходные родительские виды.
Инер  — гибриды верблюдов первого поколения, туркменский метод скрещивания. При скрещивании самок туркменского дромедара породы Арвана с производителями казахского бактриана получают гибридов инер-мая (самки) и наров (самцы). По данным профессора Асылбека Баймуканова гибриды первого поколения внешне похожи на дромедаров — одногорбые, но горб большей растянутости спереди назад. Наследование признака идет в сторону родителя с доминирующим признаком. То есть, у гибридных верблюдов инер наблюдаются промежуточное наследование (строение тела), неполное доминирование (удой молока, настриг шерсти), сверхдоминирование (живая масса), кодоминирование (биохимические показатели крови).
Жарбай  — гибриды верблюдов второго поколения. Гибриды второго поколения, получаемые путём воспроизводства гибридов первого поколения «в себе», встречаются довольно редко, так как практики-верблюдоводы избегают этого метода скрещивания. Связано это с резким снижением эффекта гетерозиса у гибридов второго поколения в результате расщепления генов. Причём расщепление идет таким образом, что получаемое потомство отличается многообразием признаков, которые отсутствуют как у чистопородных форм, так и у гибридов первого поколения наров. Исходя из этого в верблюдоводстве получило широкое развитие поглотительное скрещивание на исходные виды. Этот способ себя хорошо зарекомендовал как оптимальный вариант дальнейшего разведения гибридных верблюдов — самок первого поколения. В частности таким образом получают коспаков и куртов. По данным профессора Асылбека Баймуканова гибриды второго поколения отличаются низкой продуктивностью, наблюдаются элементы явного уродства и вырождения (искривленная грудь, деформированные суставы и пр.). Таких гибридов казахи называют джарбай (жарбай)-чучело, кайсык-тас. То есть, при разведении гибридов первого поколения «в себе», независимо от способа выведения, эффект гетерозиса у гибридов второго поколения полностью исчезает в результате расщепления генов, что ведет к увеличению уродства в фенотипе.
Коспак — это группа гибридных верблюдов, получаемых путём поглотительного скрещивания самок-гибридов первого поколения нар-мая с самцами бактрианов. В зависимости от доли содержания крови бактриана, коспак подразделяется на бал-коспак (синоним коспак-1) (бактриан 75 %, дромедар 25 %), мырза-коспак (синоним коспак-2) (бактриан 87,5 %, дромедар 12,5 %), нар-коспак (синоним коспак-3) (бактриан 93,75 %, дромедар 6,25 %). По мере возрастания содержания крови бактрианов, у коспаков наблюдается увеличение живой массы и основных промеров тела. Среднесуточный удой молока на третьем месяце лактации у верблюдоматок группы коспак составляет 5,5-7,0 л, что на 10-40 % выше, чем у маток бактрианов казахской породы. Перспективными генерациями являются животные группы коспак 2 и коспак 3. По данным профессора Асылбека Баймуканова гибридных животных коспак 2 и коспак 3 рекомендуется разводить с целью выведения новой генерации верблюдов группы кез-нар2 и кез-нар3, поголовье которых в настоящее время малочисленно.
Кез-нар — группа гибридных верблюдов, получаемых путём скрещивания самок группы коспак с производителями туркменского дромедара. По данным профессора Асылбека Баймуканова степень проявления гетерозиса у кез-наров определяется методом сравнения данных промеров тела и продуктивности с исходными видами. По живой массе кез-нары близки к гибридам первого поколения нар-мая и превосходят коспаков. То есть, при переменном скрещивании верблюдов наблюдается эффект гетерозиса, аналогичный при промышленном скрещивании. Причём превосходство кез-нар, в сравнении с нар-мая, наблюдается по настригу шерсти, среднесуточному удою и высоте в холке.
Курт — группа гибридных верблюдов выводимых методом поглотительного скрещивания гибридов первого поколения инер-мая с самцами дромедарами туркменской породы. В зависимости от кровности дромедара, курт подразделяют на курт I (синоним жун, кохерт) — гибриды этой подгруппы содержат ¾ крови дромедара и ¼ крови бактриана, курт II (синоним курт, сапалдрык) — 87,5 % дромедара и 12,5 % бактриана, курт III — 93,75 % дромедара и 6,25 % бактриана, курт IV (синоним казахский дромедар, казахский арвана) — 96,875 % дромедара и 3,125 % бактриана. Гибриды группы курт имеют один компактный горб при слабо выраженной опушке предплечий, который с каждым новым поколением при поглощении становится менее заметным, следы его сохраняются до 5-6 поколения. По данным А.Баймуканова [1981] с увеличением доли крови дромедаров у гибридов группы курт молочность увеличивается, снижается содержание жира в молоке, уменьшается абсолютный настриг шерсти. По промерам тела у куртов идет снижение обхвата груди по мере снижения содержания доли крови бактрианов при поглотительном скрещивании на дромедаров.
Курт-нар — гибридные верблюды. Гибридные верблюды группы «Курт-нар» путём скрещивания самок курт с производителями казахской породы бактрианов. В последние годы в хозяйствах Республики Казахстан практики-верблюдоводы внедряют разработки ученых отдела Юго-Западного научно-исследовательского института животноводства и растениеводства АО КазАгроИнновация Министерства сельского хозяйства Республики Казахстан (научный руководитель, профессор А. Баймуканов) в частности, использование производителей курт-III и курт-IV. Доказано, что самцы курт-III и курт-IV, четко передают свои наследственные задатки при скрещивании с гибридами казахского типа (нар-мая, коспак, кез-нар) и туркменского типа (курт-I, курт-нар).